# José Fonte
José Miguel da Rocha Fonte (Penafiel, Portugal, 22 de diciembre de 1983) es un futbolista portugués. Juega de defensa y su equipo es el Casa Pia A. C. de la Primeira Liga. Es hermano del también futbolista Rui Fonte.

## Selección nacional
Ha sido internacional con la selección de fútbol de Portugal y ha jugado 50 partidos internacionales.
El 17 de mayo de 2018 el seleccionador Fernando Santos lo incluyó en la lista de 23 para el Mundial.

### Participaciones en la Copa del Mundo
| Mundial                     | Sede  | Resultado        |
| --------------------------- | ----- | ---------------- |
| Copa Mundial de Fútbol 2018 | Rusia | Octavos de final |

## Clubes
| Club                    | País       | Año       |
| ----------------------- | ---------- | --------- |
| Sporting C. P. "B"      | Portugal   | 2002-2004 |
| F. C. Felgueiras        | Portugal   | 2004-2005 |
| Vitória Setúbal         | Portugal   | 2005      |
| S. L. Benfica           | Portugal   | 2006      |
| F. C. Paços de Ferreira | Portugal   | 2006      |
| Estrela Amadora         | Portugal   | 2006-2007 |
| Crystal Palace F. C.    | Inglaterra | 2007-2010 |
| Southampton F. C.       | Inglaterra | 2010-2017 |
| West Ham United F. C.   | Inglaterra | 2017-2018 |
| Dalian Yifang           | China      | 2018      |
| Lille O. S. C.          | Francia    | 2018-2023 |
| S. C. Braga             | Portugal   | 2023-2024 |
| Casa Pia A. C.          | Portugal   | 2024-     |

## Palmarés

### Títulos nacionales
| Título                      | Club              | País       | Año  |
| --------------------------- | ----------------- | ---------- | ---- |
| Football League Trophy      | Southampton F. C. | Inglaterra | 2010 |
| Ligue 1                     | Lille O. S. C.    | Francia    | 2021 |
| Supercopa de Francia        | Lille O. S. C.    | Francia    | 2021 |
| Copa de la Liga de Portugal | S. C. Braga       | Portugal   | 2024 |

### Títulos internacionales
| Título                      | Club (*)                        | Sede     | Año  |
| --------------------------- | ------------------------------- | -------- | ---- |
| Eurocopa                    | Selección de fútbol de Portugal | Francia  | 2016 |
| Liga de Naciones de la UEFA | Selección de fútbol de Portugal | Portugal | 2019 |

(*) Incluyendo la selección.